# Exogone torulosa
Exogone torulosa är en ringmaskart som först beskrevs av Jean Louis René Antoine Édouard Claparède 1864.  Exogone torulosa ingår i släktet Exogone och familjen Syllidae. Inga underarter finns listade i Catalogue of Life.